# شارل آزناوور
شارل آزناوور (به فرانسوی: Charles Aznavour)، (به ارمنی: Շառլ Ազնաւուր) (تلفظ فرانسوی: [ʃaʁl aznavuʁ]) (زادهٔ ۲۲ مهٔ ۱۹۲۴ – درگذشتهٔ ۱ اکتبر ۲۰۱۸) خواننده، ترانه‌سرا و بازیگر مشهور فرانسوی-ارمنی بود.

## زندگی
شارل آزناوور با نام شاهنور واغیناک آزناووریان (ارمنی: Շահնուր Վաղինակ Ազնավուրեան انگلیسی: Shahnour Vaghinag Aznavourian) در ۲۲ مه ۱۹۲۴ در محله لاتن پاریس از پدر و مادری ارمنی و مهاجر زاده شد که به‌دلیل نسل‌کشی ارمنی‌ها از کشورشان گریخته، به پاریس پناه آورده بودند. تولد آزناوور در فرانسه، اتفاقی بود. آزناوور هنگامی که پدر و مادرش در انتظار ویزای ورود به آمریکا بودند در پاریس به دنیا آمد. پدر و مادر آزناوور عاقبت در فرانسه ماندگار شدند و رستوران کوچکی در پاریس دایر کردند که عمدتاً به پاتوق هنرمندان، به‌ویژه هنرمندان تبعیدی روسیه و ارمنستان، تبدیل شد.
شارل آزناوور، سیمای فرانسهٔ اَنترناسیونالیست بود که ارزش‌های بنیانی جمهوری و رومانتیسم را به فرزندانش منتقل می‌کند. پدر آزناوور، میشا آزناووریان، متولد گرجستان و مادرش، کنار باغداساریان، در یکی از خانواده‌های ارمنی ترکیه به دنیا آمده بود. شارل آزناوور به هنگام تولد «شاه نور» نام گرفت. اما، از آنجا که قابلهٔ فرانسوی قادر به نوشتن صحیح نام او نبود، عاقبت نام «شاه نور» به «شارل» تغییر یافت.
پس از ورود به دنیای هنر و موسیقی به‌دلیل ذوق سرشار و نشر احساسات پاک انسانی در قالب ترانه و تصنیف به سرعت پله‌های ترقی را پیمود.
آزناوور در سال‌های دهه ۱۹۷۰ از پاریس به سوئیس مهاجرت کرده بود و در حوالی لوزان زندگی می‌کرد.
این ستاره ارمنی‌تبار فرانسه در امور خیریه بسیار فعال بود و بعد از زلزله سال ۱۹۸۸ ارمنستان با دوستش لووِن سایان سازمانی خیریه تأسیس کرد.
آزناوور هرگز ریشه‌های ارمنی خود را فراموش نکرد و پس از زلزله مهیب سال ۱۹۸۸ در ارمنستان بنیادی غیرانتفاعی را برای کمک به آسیب‌دیدگان راه انداخت. پس از استقلال ارمنستان از شوروی، آزناوور به سرزمین اجدادی اش سفر کرد.
هواداران ایرانی او پس از شنیدن خبر درگذشتش، عکسهای سفرش به ایران را، زمانی که برای اجرا در کلوپ ارامنه تهران به آنجا سفر کرده بود، در فضای مجازی به اشتراک می‌گذاشتند؛
گوگوش هم در شب اول در کنار آزناوور در هتل هیلتون به اجرای برنامه پرداخت.
او که دوران جنگ جهانی را تجربه کرده بود همواره به ریشه‌های ارمنی خود افتخار می‌کرد. او در این باره گفته بود: «فرانسوی زبان کار من است اما زبان خانوادگی من همیشه ارمنی است.»
در زندگینامه‌ای که خود او با عنوان «آزناوور به قلم آزناوور» نوشته، می‌گوید پس از دوره‌ای که همراه دوستانش سعی می‌کرد نقش یک مرد بزن‌بهادر را بازی کند، یک شب به زور او را روی صحنه فرستادند تا آواز بخواند.

او می‌افزاید: 
«همان‌جا به من الهام شد. دیدم که دختران با چشمانی اشکبار و لب‌هایی آویزان بیشتر از زمانی که نقش‌های وحشتناک بازی می‌کردم، به من نگاه می‌کنند. من ۱۵–۱۶ساله بودم ولی خیلی خوب فهمیدم».
دوستداران شارل آزناوور در سال‌های بعد او را به خاطر توانایی فوق‌العاده‌اش در قصه‌گویی و صدای رام نشده‌اش که چندان زیبا تلقی نمی‌شد ولی احساس و توانایی فراوانی داشت مورد ستایش قرار دادند.
آزناوور بی آنکه منکر فرهنگ فرانسوی خود بشود، نمایندگی ارمنستان را در شماری از نهادهای دیپلماتیک بین‌المللی برعهده گرفت و در سال ۲۰۰۸ ملیت ارمنستان را دریافت کرد.
او، به عنوان سفیر ارمنستان در یونسکو انتخاب شد و در سال ۲۰۰۹ نیز، سفیر ارمنستان در سوئیس شد.
سازمان یونسکو در سال ۱۹۹۵ شارل آزناوور را به عنوان نماینده خود در ارمنستان برگزید
همچنین نمایندهٔ دائم ارمنستان در سازمان ملل انتخاب شد
در تاریخ ۱۱ سپتامبر۱۹۹۷، نشان «لژیون دو نور» توسط ژاک شیراک، رئیس‌جمهوری وقت فرانسه به وی اعطاء شد.
در سال ۱۹۹۸ شبکه سی‌ان‌ان او را به عنوان هنرمند و سرگرمی‌ساز قرن معرفی کرد.
شهرت جهانی آزناوور در سال ۱۹۹۹ او را در فهرست هنرمند برتر قرن مجله تایم قرار داد.
آزناوور برای رهبران و رئیس‌جمهورها، برای پاپ‌ها و خانواده‌های سلطنتی و همین‌طور برای مراسم خیریه و برنامه‌های انسان‌دوستانه آواز می‌خواند و اجرا می‌کرد.
هم‌زمان (۲۰۰۹) به عنوان نماینده دائم ارمنستان در مقر سازمان ملل در ژنو هم فعال بود.
در سال ۲۰۰۹ نیز جمهوری ارمنستان او را به عنوان سفیر خود در سوئیس معرفی کرد.
شارل آزناوور که رسانه‌های فرانسوی از او به عنوان سفیر فرهنگی این کشور یاد کرده‌اند
در سال ۲۰۱۱ «جایزهٔ اسکوپوس» را از سوی دانشگاه بیت‌المقدس دریافت نمود.
موزه شارل آزناوور در سال ۲۰۱۱ در ایروان پایتخت ارمنستان افتتاح شد. در آوریل ۲۰۱۶ به منظور شرکت در جایزه آورورا برای بیداری بشریت از ارمنستان بازدید نمود. وی در روز ۲۴ آوریل به همراه گارگین دوم، سرژ سارگسیان و جرج کلونی در یادمان نسل‌کشی ارمنی‌ها ...
سال ۲۰۱۷ ستاره‌ای در پیاده‌روی مشاهیر هالیوود به نام «شارل آزناوور» ثبت شد.
در مراسم رونمایی از این ستاره پیتر بوگدانوویچ کارگردان مشهور گفت: 
«سیناترا یک بار گفته بود، ترانه یک نمایش تک نفره با یک شخصیت است، شارل بازیگر و خواننده‌ای خارق‌العاده است.»
شارل آزناوور به خواندن شاعران ایرانی از حمله خیام علاقه داشت. در مصاحبه ای گفت «روزی نبود که ما در منزل، اشعار خیام نخوانیم، حتی یک روز». در مقاله ای در نیویورکر در سال ۱۹۶۳ گفته شده که ۹۰۰ شعر از خیام را میدانسته ،

## زندگی شخصی
شارل آزناوور سه بار ازدواج کرد و صاحب شش فرزند شد. در همین سال (۱۹۴۶) آزناوور با نخستین همسرش میشلین ازدواج کرد و حاصل این ازدواج دختری به نام «سدا» بود.

## درگذشت
در شامگاه یکشنبه ۱ اکتبر ۲۰۱۸ در سن ۹۴ سالگی در خانه‌اش در جنوب شرق فرانسه درگذشت.

### واکنش‌ها
امانوئل مکرون با انتشار پیامی بر روی توییتر پس از توصیف شارل آزناوور به عنوان هنرمندی عمیقاً فرانسوی که به شدت به ریشه‌های کشور زادگاه والدینش، ارمنستان پایبند بود، نوشت: «شاهکارها، لحن و درخشش منحصر به فرد شارل آزناوور برای سال‌های طولانی او را زنده نگاه خواهد داشت.»
فرانسوا نیسن، وزیر فرهنگ فرانسه نیز در پیامی از او به عنوان اسطوره‌ای یاد کرد که مرزهای را درنوردیده است.
نخست‌وزیر ارمنستان پس از انتشار خبر درگذشت شارل آزناوور وی را «فرزند استثنایی مردم ارمنستان» خواند و مرگ او را «فقدانی بزرگ برای کل جهان» توصیف کرد.

## فیلم‌شناسی
- ۱۹۵۸- سرمقابل دیوارها (فرانژو)
- ۱۹۶۰- گذرگاه راین (کایات)
- وصیت نامه اورفه (کوکتو)
- پیانیست را بزنید! (تروفو)
- ۱۹۶۱- یک تاکسی برای طبرق (لا پاتلی یر)
- ۱۹۶۲- شیطان و ده فرمان (دوویویه)
- چهار حقیقت (بلارتی و…)
- ۱۹۶۴- بی وفایی کامل (مونیچلی)
- ۱۹۶۵- دگرگونی سرایداران (گرانبه دوفر)
- ۱۹۶۶- پاریس در ماه اوت (گرانیه دوفر)
- نامه رسان به جنگ می‌رود (برنار اوبر)
- ۱۹۶۸- کندی (مارکوان)
- ۱۹۷۰- ماجراجویان (گیلبرت)
- بازی‌ها (وینر)
- ۱۹۷۴- و سپس هیچ‌کس نبود (کالینسن)
- ۱۹۷۶- سواران آسمان (هیکاکس)
- ۱۹۷۶ - جنون بورژوازی (شابرول)
- ۱۹۷۹- طبل حلبی (شلوندروف)
- ۱۹۸۲- چه کسی باعث دویدن دیوید است ؟(شوراکی)
- اشباح یک کلاه فروش (شابرول)
- ادیت و مارسل (لولوش) (+ترا)
- زنده باد زندگی (لولوش)
- ۱۹۸۶- رابط عبرانی (بوژنا) (+ف)
- ۱۹۸۸- میخ خوار (میز راهی)
- ۱۹۸۹- استاد (هانسل)
- ۱۹۹۱- سال‌های دور از شهر (لوریش)
- ۱۹۹۵- لورا (سوارک)
- ۱۹۹۷- بازیگر (دوشالونژ)
- ۲۰۰۰- بچه‌های تخش (وولسون)